# Giro delle Fiandre 2009
Il Giro delle Fiandre 2009, novantatreesima edizione della corsa, si disputò il 5 aprile 2009 su un percorso di 261,5 km. Venne vinto dal belga Stijn Devolder, che concluse in 6h01'08".

## Percorso
La sede di partenza era a Bruges, mentre l'arrivo, dopo 261,5 chilometri di corsa tra la Provincia delle Fiandre Occidentali e quella delle Fiandre Orientali, a Ninove. Il tracciato prevedeva il passaggio su ventotto tratti in pavé e l'ascesa di sedici "muri", tipici strappi caratterizzati dalla forte pendenza. In quest'edizione erano al solito inseriti, tra gli altri, i "muri" classici del Molenberg, dell'Oude Kwaremont, del Koppenberg, del Grammont e, a dodici chilometri dal traguardo, del Bosberg; in sostituzione del Kluisberg e del Nokereberg, presenti nel 2008, erano invece presenti l'Eikenberg e il Varent.

### Muri
| Numero | Nome             | Chilometro | Fondo stradale |
| ------ | ---------------- | ---------- | -------------- |
| 1      | Molenberg        | 131,2      | pavé           |
| 2      | Wolvenberg       | 140,5      | asfalto        |
| 3      | Oude Kwaremont   | 180,0      | pavé           |
| 4      | Paterberg        | 183,7      | pavé           |
| 5      | Koppenberg       | 190.2      | pavé           |
| 6      | Steenbeekdries   | 195.7      | pavé           |
| 7      | Taaienberg       | 198.0      | pavé           |
| 8      | Eikenberg        | 203.2      | pavé           |
| 9      | Varent           | 208.2      | asfalto/pavé   |
| 10     | Leberg           | 213.8      | asfalto        |
| 11     | Berendries       | 218.1      | asfalto        |
| 12     | Valkenberg       | 223.5      | asfalto        |
| 13     | Tenbosse         | 230,3      | asfalto        |
| 14     | Eikenmolen       | 235,8      | asfalto        |
| 15     | Muro di Grammont | 245,8      | pavé           |
| 16     | Bosberg          | 249,7      | pavé/asfalto   |

## Squadre e corridori partecipanti
| N.      | Cod. | Squadra                |
| ------- | ---- | ---------------------- |
| 1-8     | QST  | Quick Step             |
| 11-18   | SIL  | Silence-Lotto          |
| 21-28   | ALM  | AG2R La Mondiale       |
| 31-38   | AST  | Astana                 |
| 41-48   | BBO  | Bbox Bouygues Telecom  |
| 51-58   | GCE  | Caisse d'Epargne       |
| 61-68   | COF  | Cofidis                |
| 71-78   | EUS  | Euskaltel-Euskadi      |
| 81-88   | FDJ  | Française des Jeux     |
| 91-98   | FUJ  | Fuji-Servetto          |
| 101-108 | GRM  | Team Garmin-Slipstream |
| 111-118 | LAM  | Lampre-N.G.C.          |
| 121-128 | LIQ  | Liquigas               |

| N.      | Cod. | Squadra                      |
| ------- | ---- | ---------------------------- |
| 131-138 | RAB  | Rabobank                     |
| 141-148 | THR  | Team Columbia-High Road      |
| 151-158 | KAT  | Team Katusha                 |
| 161-168 | MRM  | Team Milram                  |
| 171-178 | SAX  | Team Saxo Bank               |
| 181-188 | LAN  | Landbouwkrediet-Colnago      |
| 191-198 | TVL  | Topsport Vlaanderen-Mercator |
| 201-207 | BAR  | Team Barloworld              |
| 211-218 | CTT  | Cervélo TestTeam             |
| 221-228 | SKS  | Skil-Shimano                 |
| 231-238 | VAC  | Vacansoleil Pro Cycling Team |
| 241-248 | VOR  | Vorarlberg-Corratec          |

## Resoconto degli eventi
La corsa si animò quando mancavano 50 km al traguardo, con l'italiano Manuel Quinziato, il francese Sylvain Chavanel ed il tre volte secondo Leif Hoste a far nascere una fuga di sei uomini. Questi furono infatti gradualmente raggiunti dal favorito Stijn Devolder, dal compatriota Tom Boonen e l'italiano Filippo Pozzato. Devolder fece il suo attacco decisivo sulla cima della penultima ascesa, il Kapelmuur, e nel tempo che impiegò per raggiungere l'ascesa finale, il Bosberg, acquisì un vantaggio incolmabile. Il resto dei fuggitivi fu raggiunto dal gruppo ed il tedesco Haussler vinse lo sprint per la seconda piazza.

## Ordine d'arrivo (Top 10)
| Pos. | Corridore         | Squadra         | Tempo    |
| ---- | ----------------- | --------------- | -------- |
| 1    | Stijn Devolder    | Quick Step      | 6h01'08" |
| 2    | Heinrich Haussler | Cervélo         | a 58"    |
| 3    | Philippe Gilbert  | Silence         | s.t.     |
| 4    | Filippo Pozzato   | Katusha         | s.t.     |
| 5    | Martijn Maaskant  | Garmin          | s.t.     |
| 6    | Matti Breschel    | Saxo Bank       | s.t.     |
| 7    | Marcus Burghardt  | Columbia        | s.t.     |
| 8    | Björn Leukemans   | Vacansoleil     | s.t.     |
| 9    | Martin Elmiger    | AG2R            | s.t.     |
| 10   | Bert De Waele     | Landbouwkrediet | s.t.     |

## Punteggi UCI
| Pos. | Corridore         | Squadra         | Punti |
| ---- | ----------------- | --------------- | ----- |
| 1    | Stijn Devolder    | Quick Step      | 100   |
| 2    | Heinrich Haussler | Cervélo         | 80    |
| 3    | Philippe Gilbert  | Silence         | 70    |
| 4    | Filippo Pozzato   | Katusha         | 60    |
| 5    | Martijn Maaskant  | Garmin          | 50    |
| 6    | Matti Breschel    | Saxo Bank       | 40    |
| 7    | Marcus Burghardt  | Columbia        | 30    |
| 8    | Björn Leukemans   | Vacansoleil     | 20    |
| 9    | Martin Elmiger    | AG2R            | 10    |
| 10   | Bert De Waele     | Landbouwkrediet | 4     |

| Pos. | Squadra                      | Punti |
| ---- | ---------------------------- | ----- |
| 1    | Quick Step                   | 100   |
| 2    | Cervélo TestTeam             | 80    |
| 3    | Silence-Lotto                | 70    |
| 4    | Team Katusha                 | 60    |
| 5    | Team Garmin-Slipstream       | 50    |
| 6    | Team Saxo Bank               | 40    |
| 7    | Team Columbia-High Road      | 30    |
| 8    | Vacansoleil Pro Cycling Team | 20    |
| 9    | AG2R La Mondiale             | 10    |
| 10   | Landbouwkrediet-Colnago      | 4     |

| Pos. | Squadra     | Punti |
| ---- | ----------- | ----- |
| 1    | Belgio      | 194   |
| 2    | Germania    | 110   |
| 3    | Italia      | 60    |
| 4    | Paesi Bassi | 50    |
| 5    | Danimarca   | 40    |
| 6    | Svizzera    | 10    |